# Chiesa di Santa Maria del Carmine (Melegnano)
La chiesa di Santa Maria del Carmine è una chiesa parrocchiale cattolica della città italiana di Melegnano, nell'arcidiocesi di Milano.

## Storia
Sul luogo oggi occupato dalla chiesa del Carmine sorgeva anticamente una cappelletta, denominata San Bartolomeo fuori le Mura o San Bartolomeo in Corte, alla quale era annesso un piccolo ospizio che dava assistenza ai pellegrini, fondato dall'eremita lodigiano Gualtiero Garbagni.
Nel 1393 l'ospizio fu affidato ai frati Carmelitani, che anche grazie a cospicue donazioni ampliarono il complesso, costruendo l'attuale chiesa del Carmine e il convento annesso.
Dopo la soppressione del convento decisa dal governo austriaco nel 1772, la chiesa andò incontro a un grave degrado; fu restaurata una prima volta nel 1868, e poi più approfonditamente nel 1928 dall'architetto Giuseppe Polvara, che ne modificò la facciata rendendola simile a quella della Collegiata. A tale restauro si deve anche la decorazione interna ad affreschi, eseguita dalla scuola Beato Angelico di Milano.
Nel 1965 la chiesa del Carmine divenne parrocchiale: il territorio della nuova parrocchia venne ricavato dalla parrocchia di San Giovanni Battista.

## Caratteristiche

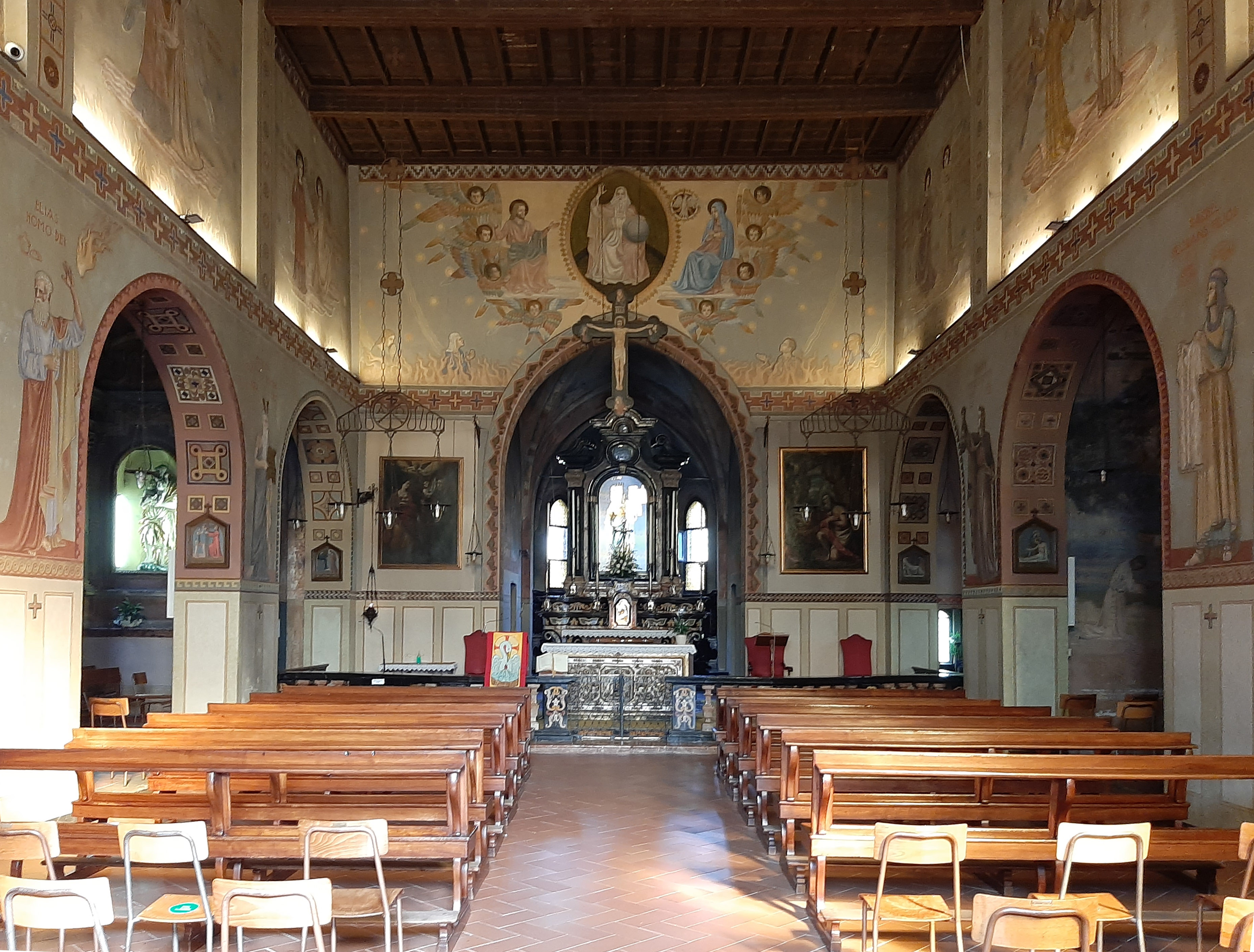
L'interno

La chiesa è posta alla periferia settentrionale della città, a poca distanza dalla Via Emilia e dal fiume Lambro, con facciata ad ovest ed abside ad est. Sul lato sud è affiancata dall'ex convento, organizzato intorno a un chiostro.
La facciata a capanna, che richiama in alcuni dettagli quella della basilica di San Giovanni Battista, è il risultato di un restauro del 1928 al quale si devono il portale e il rosone.
L'interno è a navata unica affiancata da cappelle laterali e con soffitto a cassettoni; nell'abside poligonale, coperta da volte a crociera, è posto il coro settecentesco.

### Fonti
- Rotary club Milano-Melegnano (a cura di), L'arte nel territorio di Melegnano, introduzione di Carlo Perogalli, Milano, Nuove edizioni, 1977, ISBN non esistente, SBN SBL0161506.

### Testi di approfondimento
- Cesare Amelli, La chiesa del Carmine in Melegnano, Melegnano, Istituto storico melegnanese, 1965, ISBN non esistente, SBN RMS2730243.